# Quinton Hosley
Quinton Hosley (* 25. März 1984 in Harlem, New York City) ist ein US-amerikanischer Basketballspieler. Nach dem Studium in seinem Heimatland spielte Hosley als Profi in Europa, vor allem in der Türkei und in Spanien. Seit 2010 besitzt Hosley die georgische Staatsbürgerschaft, so dass er für dieses Land in internationalen Spielen antreten kann. Nach einer Station beim italienischen Erstligisten aus Sassari gewann Hosley in der Spielzeit 2012/13 mit Stelmet Zielona Góra die polnische Meisterschaft. Nach einer weiteren Saison in Italien kehrte er für die Saison 2014/15 zu Zielona Góra zurück.

## Karriere
Aufgewachsen in Denver besuchte Hosley von 2002 das Community College in Lamar (Colorado) im gleichen US-Bundesstaat. 2005 wechselte er zum weiterführenden Studium an die California State University, Fresno, wo er für das Hochschulteam Bulldogs bis 2007 in der Western Athletic Conference der NCAA spielte.
Nach Studienende wechselte Hosley 2007 als Profi nach Europa und spielte in Izmir für Pınar Karşıyaka in der Türkiye Basketbol Ligi. Am Ende der Spielzeit 2007/08 erreichte der Verein die Play-offs um die nationale Meisterschaft, in denen man in der ersten Runde gegen Rekordmeister Efes Pilsen Istanbul ausschied. Hosley erzielte mit gut 23 Punkten und knapp 12 Rebounds im Schnitt ein Double-double pro Spiel und war damit zweitbester Scorer und bester Rebounder der gesamten Liga. Für die darauffolgende Spielzeit wurde er dann vom spanischen Erstligisten Real Madrid verpflichtet. Hier konnte er sich jedoch nicht wie gewünscht durchsetzen und wechselte im Februar 2009 zurück in die Türkei zu Galatasaray nach Istanbul. In den Play-offs der türkischen Meisterschaft schied man in der Halbfinalserie aus Hosleys Sicht erneut gegen Efes Pilsen aus, die auch die Meisterschaft holten. Für die darauffolgende Spielzeit erhielt Hosley einen Vertrag beim türkischen Ligakonkurrenten Aliağa Petkim GSK, ebenfalls aus Izmir. Mit dieser Mannschaft erreichte er den Klassenerhalt. Nachdem er die georgische Staatsbürgerschaft erhalten hatte, spielte er in der Spielzeit 2010/11 erneut in der spanischen Liga ACB, diesmal für den katalanischen Verein Joventut aus Badalona. Die Mannschaft verpasste aber auch die Play-offs um die nationale Meisterschaft. Bei der EM-Endrunde 2011 wurde ihm gegenüber ein anderer naturalisierter Spieler in der georgischen Nationalmannschaft vorgezogen, so dass Hosley nicht zum Einsatz kam.
Für die Spielzeit 2011/12 wechselte Hosley nach Sardinien zu Dinamo Sassari in die Lega Basket Serie A. Die Mannschaft qualifizierte sich in ihrer zweiten Erstliga-Spielzeit erneut für die Play-offs um die Meisterschaft, in denen man in der Halbfinalserie gegen Serienmeister Montepaschi Siena chancenlos war. In der Spielzeit 2012/13 spielte Hosley für den polnischen Erstligisten Stelmet aus Zielona Góra, der erstmals die Meisterschaft in der Tauron Liga gewannen und Serienmeister Asseco Prokom Gdynia ablösten. Hosley kehrte anschließend nach Italien zurück, wo er sich dem Vizemeister Acea Virtus aus der Hauptstadt Rom anschloss. Nach nur einer Saison verpflichtete sich Hosley für die Saison 2014/2015 erneut bei Zielona Góra.
Seit 2018 steht er bei dem polnischen Verein Anwil Włocławek unter Vertrag.